# Surattha africalis
Surattha africalis là một loài bướm đêm trong họ Crambidae.